# Хиршберг-ан-дер-Бергштрасе
Хиршберг-ан-дер-Бергштрасе (нем. Hirschberg an der Bergstraße) — община в Германии, в земле Баден-Вюртемберг. 
Подчиняется административному округу Карлсруэ. Входит в состав района Рейн-Неккар.  Население составляет 9539 человек (на 31 декабря 2010 года). Занимает площадь 12,35 км².
Коммуна подразделяется на 2 сельских округа.

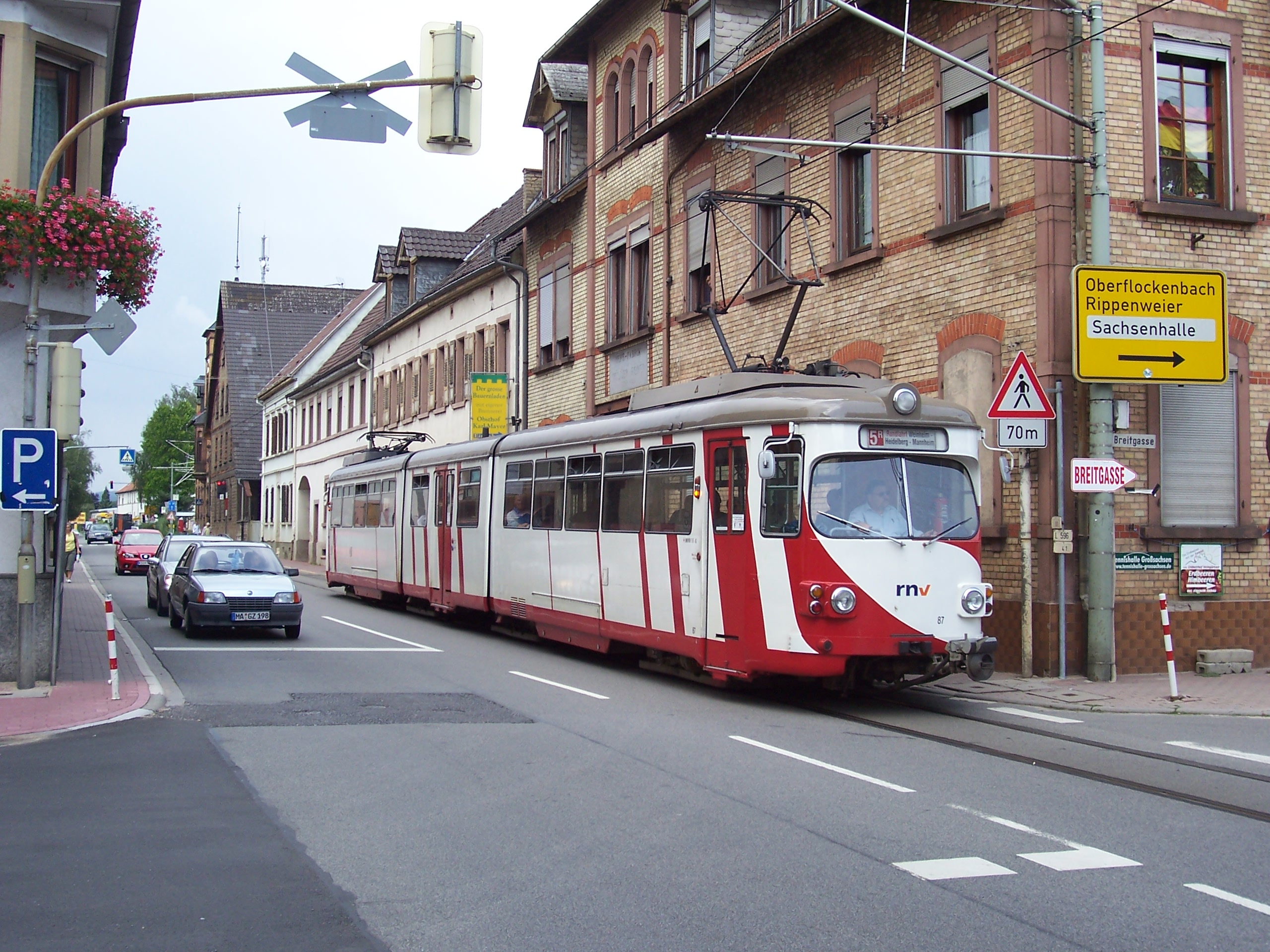
Хиршберг-ан-дер-Бергштрасе